# باربرا فاي
باربرا فاي (بالصينية: 費明儀) هي مغنية أوبرا صينية، ولدت في 8 يوليو 1931 في تيانجين في الصين، وتوفيت في 3 يناير 2017 في هونغ كونغ في الصين.

## وصلات خارجية
- باربرا فاي على موقع ميوزك برينز (الإنجليزية)